# Jay Fraser
Jay Fraser de son vrai nom Arthur Weldon Fraser (né le 26 octobre 1961 à Saint-Lambert au Canada) est un joueur professionnel canadien de hockey sur glace.

## Carrière

### Carrière de joueur
Il commence sa carrière en 1977 avec l'équipe junior du 67 d'Ottawa, à savoir les South d'Ottawa dans la ligue mineure de l'Ontario AAA.
L'année suivante, il intègre l'effectif des Alexanders de Brantford dans la Ligue de hockey de l'Ontario. Il joue 17 matchs pour la franchise avant de rejoindre les 67 d'Ottawa la même année. En 1980, il est repêché en 42e position de la Ligue nationale de hockey par les Flyers de Philadelphie.
En 1981, il participe à 19 matchs de saison régulière avec les Goaldiggers de Toledo en IHL mais il ne fait pas partie de l'équipe pour les play-off. Il joue parallèlement en LAH pour les Mariners du Maine.
De 1982 à 1984, il est dans l'effectif des Thunderbirds de la Caroline en ACHL. Il marque plus de 100 points en 2 saisons. 
Il ne joue pas durant la saison 1984-1985 et est agent libre sans restriction durant une saison. En 1985, il signe en tant qu'agent libre pour les Sabres de Buffalo en Ligue nationale de hockey mais il ne joue pas pour la franchise de l'État de New York.
En 1987, il remporte la Coupe Calder avec les Americans de Rochester. Deux ans plus tard, il gagne la Coupe Riley, récompense remise chaque année au vainqueur en saison régulière de l'ECHL. En fin de saison, il part en Europe et joue 12 matchs pour les Rapaces de Gap dans la Nationale 1A.

### Carrière d'entraineur
En 1989, il remplace Chris McSorley à la tête des Thunderbirds de Winston-Salem en ECHL. Il est remercié en cours de saison 1990-1991 et Marcel Comeau lui succède.

### Trophées et honneurs personnels
- Repêché en 1980 par les Flyers de Philadelphie - 2e ronde -  42e choix
- Trophée Bob Payne en 1983 avec les Thunderbirds de la Caroline
- Vainqueur de la Coupe Calder en 1987 avec les Americans de Rochester
- Vainqueur de la Coupe Riley en 1989 avec les Thunderbirds de la Caroline

## Statistiques

### En club
| Saison      | Équipe                      | Ligue               |     | Saison régulière | Saison régulière | Saison régulière | Saison régulière | Saison régulière |   | Séries éliminatoires | Séries éliminatoires | Séries éliminatoires | Séries éliminatoires | Séries éliminatoires |
| Saison      | Équipe                      | Ligue               | PJ  | B                | A                | Pts              | Pun              | PJ               | B | A                    | Pts                  | Pun                  |                      |                      |
| 1977-1978   | South Ottawa                | Ontario AAA[Quoi ?] | 30  | 20               | 10               | 30               |                  |                  |   |                      |                      |                      |                      |                      |
| 1978-1979   | Alexanders de Brantford     | LHO                 | 17  | 1                | 3                | 4                | 48               |                  |   |                      |                      |                      |                      |                      |
| 1978-1979   | 67 d'Ottawa                 | LHO                 | 32  | 8                | 2                | 1                | 114              |                  |   |                      |                      |                      |                      |                      |
| 1979-1980   | 67 d'Ottawa                 | LHO                 | 64  | 30               | 20               | 50               | 115              |                  |   |                      |                      |                      |                      |                      |
| 1980-1981   | 67 d'Ottawa                 | LHO                 | 55  | 17               | 23               | 40               | 204              |                  |   |                      |                      |                      |                      |                      |
| 1981-1982   | Goaldiggers de Toledo       | LIH                 | 19  | 14               | 8                | 22               | 8                |                  |   |                      |                      |                      |                      |                      |
| 1981-1982   | Mariners du Maine           | LAH                 | 44  | 5                | 5                | 10               | 116              |                  |   |                      |                      |                      |                      |                      |
| 1982-1983   | Thunderbirds de la Caroline | ACHL                | 68  | 28               | 37               | 65               | 118              | 8                | 2 | 5                    | 7                    | 20                   |                      |                      |
| 1983-1984   | Thunderbirds de la Caroline | ACHL                | 29  | 16               | 29               | 45               | 85               |                  |   |                      |                      |                      |                      |                      |
| 1985-1986   | Thunderbirds de la Caroline | ACHL                | 21  | 13               | 14               | 27               | 127              |                  |   |                      |                      |                      |                      |                      |
| 1985-1986   | Americans de Rochester      | LAH                 | 20  | 4                | 5                | 9                | 61               |                  |   |                      |                      |                      |                      |                      |
| 1986-1987   | Spirits de Flint            | LIH                 | 8   | 7                | 3                | 10               | 24               |                  |   |                      |                      |                      |                      |                      |
| 1986-1987   | Americans de Rochester      | LAH                 | 36  | 8                | 12               | 20               | 159              | 6                | 0 | 1                    | 1                    | 17                   |                      |                      |
| 1987-1988   | Americans de Rochester      | LAH                 | 39  | 5                | 9                | 14               | 98               | 1                | 0 | 0                    | 0                    | 0                    |                      |                      |
| 1988-1989   | Thunderbirds de la Caroline | ECHL                | 37  | 16               | 28               | 44               | 62               | 11               | 4 | 2                    | 6                    | 26                   |                      |                      |
| 1988-1989   | Mariners du Maine           | LAH                 | 11  | 2                | 2                | 4                | 14               |                  |   |                      |                      |                      |                      |                      |
| 1988-1989   | Gap Hockey Club             | Nationale 1A        | 12  | 3                | 0                | 3                | 16               |                  |   |                      |                      |                      |                      |                      |
| Totaux LAH  | Totaux LAH                  | Totaux LAH          | 150 | 24               | 33               | 57               | 448              | 7                | 0 | 1                    | 1                    | 17                   |                      |                      |
| Totaux ACHL | Totaux ACHL                 | Totaux ACHL         | 118 | 57               | 80               | 137              | 330              | 8                | 2 | 5                    | 7                    | 20                   |                      |                      |